# Харченко, Иван Петрович (Герой Советского Союза)
Иван Петрович Харченко (1916-1945) — гвардии старший сержант Рабоче-крестьянской Красной Армии, участник Великой Отечественной войны, Герой Советского Союза (1945).

## Биография
Иван Харченко родился в 1916 году в посёлке Филипповка (ныне — в черте Харькова). После окончания семи классов школы работал в сельском хозяйстве. В июле 1941 года Харченко был призван на службу в Рабоче-крестьянскую Красную Армию. С сентября того же года — на фронтах Великой Отечественной войны. В боях три раза был ранен.
К январю 1945 года гвардии старший сержант Иван Харченко командовал пулемётным расчётом 2-го батальона 178-го гвардейского стрелкового полка 58-й гвардейской стрелковой дивизии 34-го гвардейского стрелкового корпуса 5-й гвардейской армии 1-го Украинского фронта. Отличился во время освобождения Польши. В ночь с 23 на 24 января 1945 года расчёт Харченко одним из первых переправился через Одер в районе населённого пункта Эйзенау (ныне — Желязна Опольского воеводства Польши) и принял активное участие в боях за захват и удержание плацдарма на его западном берегу. Подавив гранатами немецкую огневую точку, Харченко захватил пулемёт и открыл огонь по противнику. В боях на плацдарме он получил ранение, но продолжал сражаться. 26 января 1945 года он был отправлен в госпиталь, где умер от полученных ранений на следующий день. Похоронен в братской могиле в населённом пункте Эльгут-Турава Опольского воеводства Польши.
Указом Президиума Верховного Совета СССР от 27 июня 1945 года за «образцовое выполнение боевых заданий командования на фронте борьбы с немецкими захватчиками и проявленные при этом отвагу и геройство» гвардии старший сержант Иван Харченко посмертно был удостоен высокого звания Героя Советского Союза. Также был награждён орденами Ленина и Красной Звезды, медалью.